# رامبلر شش - وی۸
رامبلر شش - وی۸ (Rambler Six and V۸) خودرویی است که در سال‌های ۱۹۵۶ – ۱۹۶۰در ایالات متحده آمریکا تولید شده‌است. 
طراحی آن خودروهای موتور جلو-محور عقب بوده است. 